# 포크 커틀릿
포크 커틀릿(pork cutlet)은 돼지고기로 만들어진 커틀릿이다.
- 튀김옷 커틀릿
  - 돈가스 (일본식 돈가스)
  - 한국식 돈가스
  - 코틀레트 스하보비(Kotlet schabowy) (폴란드식)
  - 포크 슈니첼
- 튀김옷이 없는 포크 커틀릿
  - 얇고 넓게 만든 폭찹

## 같이 보기
- 돼지고기
- 커틀릿

| Disambiguation icon | 이 문서는 명칭이 같고 같은 종류에 속하는 여러 대상을 연결하는 색인 문서입니다. |